# Nicolas Esceth-N'Zi
Nicolas Esceth-N'Zi est un footballeur international ivoirien, né le 24 juin 1977 à Amboise dans le département d'Indre-et-Loire. Il est également de nationalité française. Il évolue au poste de milieu de terrain.

## Biographie
Il commence le football à l’âge de six ans, à l'US Orléans. En 1991, alors joueur de l'ASPP Osmoy, il dispute la Coupe nationale des minimes avec la sélection de la Ligue du Centre. Parmi ses coéquipiers, Benjamin Nivet. De 1991 à 1994, il fréquente le centre de formation du FC Bourges. À 17 ans, il rejoint le centre du FC Gueugnon et joue son premier match de D1 contre le Paris SG le 19 août 1995 (défaite 1-3). Il joue 15 matchs de D1 cette saison et le FC Gueugnon est relégué en D2. 
Il joue ensuite quatre saisons de D2 avec les Forgerons et remporte la Coupe de la Ligue en 2000. Après six années à Gueugnon, il s'engage pour le SM Caen où il ne reste qu'une saison décevante pour le club qui termine 17e de Division 2 alors qu'il avait des ambitions de montée. Il est transféré en 2001, au FC Lorient, en D1. 
Il joue au FC Lorient pendant trois ans et gagne la Coupe de France en 2002. En fin de contrat en Bretagne en 2004, il signe alors au Montpellier HSC. Après un début de saison prometteur, il se blesse sérieusement. À son retour de blessure, l'entraîneur Robert Nouzaret est limogé et le nouveau coach Jean-François Domergue ne le fait pas jouer, malgré un contrat qui court jusqu'à l'été 2007. Il joue son dernier match professionnel le 26 janvier 2005, à 27 ans, face à l'EA Guingamp.
Après la fin de sa carrière professionnelle, il fait un passage d'une saison au Stade raphaëlois, en 2007-2008. Deux ans plus tard, il joue pour le SC Draguignan, en Promotion d'Honneur. Il y rejoint d'ancien joueurs professionnels comme David Andreani ou Thony Andenas.

## Statistiques
| Saison                | Club                  | Championnat           | Championnat | Championnat | Coupe(s) nationale(s) | Coupe(s) nationale(s) | Total | Total |
| Saison                | Club                  | Division              | M.          | B.          | M.                    | B.                    | M.    | B.    |
| 1994-1995             | FC Gueugnon           | D2                    | 0           | 0           | 0                     | 0                     | 0     | 0     |
| 1995-1996             | FC Gueugnon           | D1                    | 15          | 0           | 1                     | 1                     | 16    | 1     |
| 1996-1997             | FC Gueugnon           | D2                    | 11          | 0           | 0                     | 0                     | 11    | 0     |
| 1997-1998             | FC Gueugnon           | D2                    | 12          | 0           | 1                     | 0                     | 13    | 0     |
| 1998-1999             | FC Gueugnon           | D2                    | 26          | 3           | 1                     | 0                     | 27    | 3     |
| 1999-2000             | FC Gueugnon           | D2                    | 26          | 4           | 7                     | 1                     | 33    | 5     |
| 2000-2001             | SM Caen               | D2                    | 20          | 2           | 2                     | 0                     | 22    | 2     |
| 2001-2002             | FC Lorient            | D1                    | 15          | 2           | 6                     | 0                     | 21    | 2     |
| 2002-2003             | FC Lorient            | L2                    | 16          | 1           | 2                     | 0                     | 18    | 1     |
| 2003-2004             | FC Lorient            | L2                    | 0           | 0           | 0                     | 0                     | 0     | 0     |
| 2004-2005             | Montpellier HSC       | L2                    | 7           | 0           | 1                     | 0                     | 8     | 0     |
| 2005-2006             | Montpellier HSC       | L2                    | 0           | 0           | 0                     | 0                     | 0     | 0     |
| Total sur la carrière | Total sur la carrière | Total sur la carrière | 148         | 12          | 21                    | 2                     | 169   | 14    |

## Palmarès
- Vainqueur de la Coupe de France en 2002 avec le FC Lorient
- Vainqueur de la Coupe de la Ligue en 2000 avec le FC Gueugnon
- Finaliste de la Coupe de la Ligue en 2002 avec le FC Lorient